# Moca tormentata
Moca tormentata är en fjärilsart som beskrevs av Edward Meyrick 1921. Moca tormentata ingår i släktet Moca och familjen Immidae. Inga underarter finns listade i Catalogue of Life.